# Helina chimbuensis
Helina chimbuensis är en tvåvingeart som beskrevs av Shinonaga 1998. Helina chimbuensis ingår i släktet Helina och familjen husflugor. Inga underarter finns listade i Catalogue of Life.